# Parc naturel de la Forêt-Noire méridionale
Le parc naturel de la Forêt-Noire méridionale (en allemand : Naturpark Südschwarzwald) est situé dans la région du Bade-Wurtemberg en Allemagne et couvre une superficie de 394 000 hectares. En 2018, il représente le plus grand parc naturel d'Allemagne.

## Histoire
Le parc naturel de la Forêt-Noire méridionale a été créé le 1er février 1999. Sa superficie initiale de 333 000 hectares a été étendue à 370 000 hectares en 2005, puis à sa taille actuelle de 394 000 hectares en 2014. C'est l'un des sept parcs nationaux du Bade-Wurtemberg.

## Localisation
Il est situé dans le sud de la Forêt-Noire au sud-ouest du Bade-Wurtemberg, s'étendant des villes de Herbolzheim et Triberg au nord, à Waldshut-Tiengen et Lörrach au sud, aux contreforts de la Forêt-Noire près de Fribourg et Emmendingen à l'ouest, jusqu'à Donaueschingen et Bad Dürrheim sur le haut plateau du Baar à l'est.

## Montagnes
Trois des plus hautes montagnes de la Forêt-Noire sont situées dans le parc naturel de la Forêt-Noire méridionale :
- Feldberg (1 493 m) ;
- Herzogenhorn (1 415 m) ;
- Belchen (1 414 m).

Le parc compte d'autres montagnes, comme par exemple :
- Schauinsland (1 248 m) ;
- Kandel (1 241 m).

## Vallées et ravins
Alors que les vallées offrent généralement un climat plus chaud et plus équilibré que les montagnes environnantes, il fait plus frais dans les ravins. En conséquence, dans les vallées du Rhin supérieur et du Haut Rhin, des caractéristiques de la région méditerranéenne plus au sud peuvent déjà être trouvées, tandis que dans les ravins étroits de la Haute Forêt-Noire, il peut encore y avoir des vestiges de la dernière période glaciaire.
Voici une liste non exhaustive des vallées et des ravins reconnus du sud de la Forêt-Noire : le ravin Wutach (allemand : Wutachschlucht), les gorges de Haslach (Haslachklamm), les gorges de Rötenbach (Rötenbachklamm), la vallée de l'Alb (de) (Albtal), les gorges de Ravenne (Ravennaschlucht), la vallée de Simonswald (Simonswälder Tal), la vallée du Münster (Münstertal), le ravin Schleifenbach (Schleifenbachschlucht), le ravin Windberg (Windbergschlucht), la Grande et la Petite vallée Wiese (Wiesental), le ravin haut Wehra (Hohwehraschlucht) et la vallée de la Wehra (Wehratal), ainsi que le ravin Gauchach (Gauchachschlucht) ou le ravin d'Enge (Engeschlucht).
Le chemin de fer de la vallée de la Wutach traverse le parc naturel.

## Paysage

### Hydrographie et climat
Le parc naturel de la Forêt-Noire méridionale est traversé par la ligne de partage des eaux entre le Rhin et le Danube, qui est le principal bassin hydrographique entre la mer du Nord et la mer Noire. Alors que les affluents du Rhin descendent avec une force de rapides sur les flancs des montagnes à forte pentes, la déclivité vers le Danube est largement plus douce. Les rivières et les ruisseaux comprennent l'Alb, le Breg, le Dreisam, l'Elz et le Wiese.
Dans le sud de la Forêt-Noire, il existe de nombreuses chutes d'eau de différentes tailles et hauteurs. Les cascades de Triberg et les cascades de Todtnau sont deux des cascades les plus hautes d'Allemagne.
Le lac Schluchsee est le plus grand lac du parc naturel de la Forêt-Noire méridionale. On y trouve également d'autres lacs, comme, par exemple,le Titisee, le Windgfällweiher, le Nonnenmattweiher, le Schlüchtsee, le Feldsee et l'Albsee.
La plupart des nuages viennent de l'ouest où ils passent les larges plaines du Rhin supérieur et doivent ensuite s'élever lorsqu'ils atteignent les montagnes de la Forêt-Noire. Il pleut ainsi fréquemment dans l'ouest et dans la Haute Forêt-Noire. Par conséquent, c'est aussi la zone où de nombreuses tourbières pourraient être trouvées dans les dépressions. Cependant, en raison du drainage et de l'extraction de la tourbe, leur nombre a été réduit.

### Forêts
Il n'y a pas de forêts vierges intactes en Forêt-Noire. Les plus grandes zones contiguës de forêt vierge ont été colonisées au Moyen Âge.
À l'origine, la Forêt-Noire était surtout peuplée de sapins et de hêtres . Sous l'influence de l'homme, ces essences tolérantes à l'ombre ont été de plus en plus remplacées par des pins et des épicéas. L'un des objectifs du parc naturel est d'augmenter de nouveau le nombre de sapins et de hêtres et de cultiver des forêts structurellement riches et diversifiées où poussent également différents feuillus.
La sylviculture est un facteur économique important. Le bois est utilisé pour la construction de maisons et l'exploitation minière. Dans le passé, les chevrons se transportaient sur les rivières de la Forêt-Noire puis sur le Rhin, principalement vers les chantiers navals des Pays-Bas. Les scieurs et charpentiers se sont installés le long des rivières et des ruisseaux pour utiliser leur énergie hydraulique. Le bois était utilisé pour les fermes, les granges, les bardeaux de bois, les pinceaux, les masques de carnaval, les horloges de la Forêt-Noire. Le charbon de bois était nécessaire pour le soufflage du verre.
Les forêts ne sont pas seulement importantes en raison de la matière première renouvelable que représente le bois, mais constituent également un facteur de compensation environnementale important et ont une grande valeur pour les loisirs.
De nombreuses espèces de champignons poussent dans le sud de la Forêt-Noire, parmi lesquelles des espèces comestibles telles que l'agaricus, le boletus edulis, la chanterelle ou la truffe. Plusieurs espèces de champignons forment des associations mycorhiziennes avec les arbres et les buissons.

### Champs et prairies
Le sud de la Forêt-Noire est une zone rurale où la campagne a été façonnée par l'agriculture et l'élevage. Les hêtres de pâturage, une forme particulière du hêtre cuivré, se trouvent encore sur les anciens pâturages du sud de la Forêt-Noire.

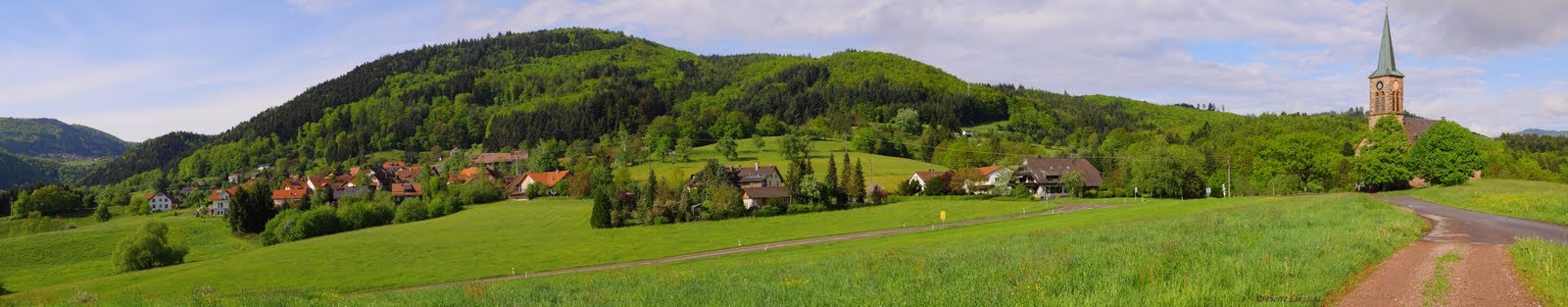
Vue panoramique du parc naturel de la Forêt-Noire méridionale.

## Architecture
La maison de la Forêt-Noire est typique des fermes des zones rurales. Elle est adaptée aux particularités du sud de la Forêt-Noire : bâtie sur des versants, dans des lieux isolés où de grandes quantités de neige et des vents forts ont cours.
Les maisons de la Forêt-Noire se caractérisent par leur long toit en croupe ou en demi croupe qui descend jusqu'à la hauteur du rez-de-chaussée, cette configuration permet de faire de l’ombre sur les murs de la maison en été, tout en laissant le soleil passer lorsqu’il est beaucoup plus bas dans le ciel, pour réchauffer les murs en hiver. Selon la situation, le toit est recouvert de bardeaux ou de chaume, alors qu’aujourd’hui ils sont généralement couverts de tuiles. Ces maisons combinent pièces de vie et de travail, ainsi que les stalles animales sous un même toit. La superstructure en grande partie en bois de la maison repose généralement sur un sous-sol en pierre naturelle.

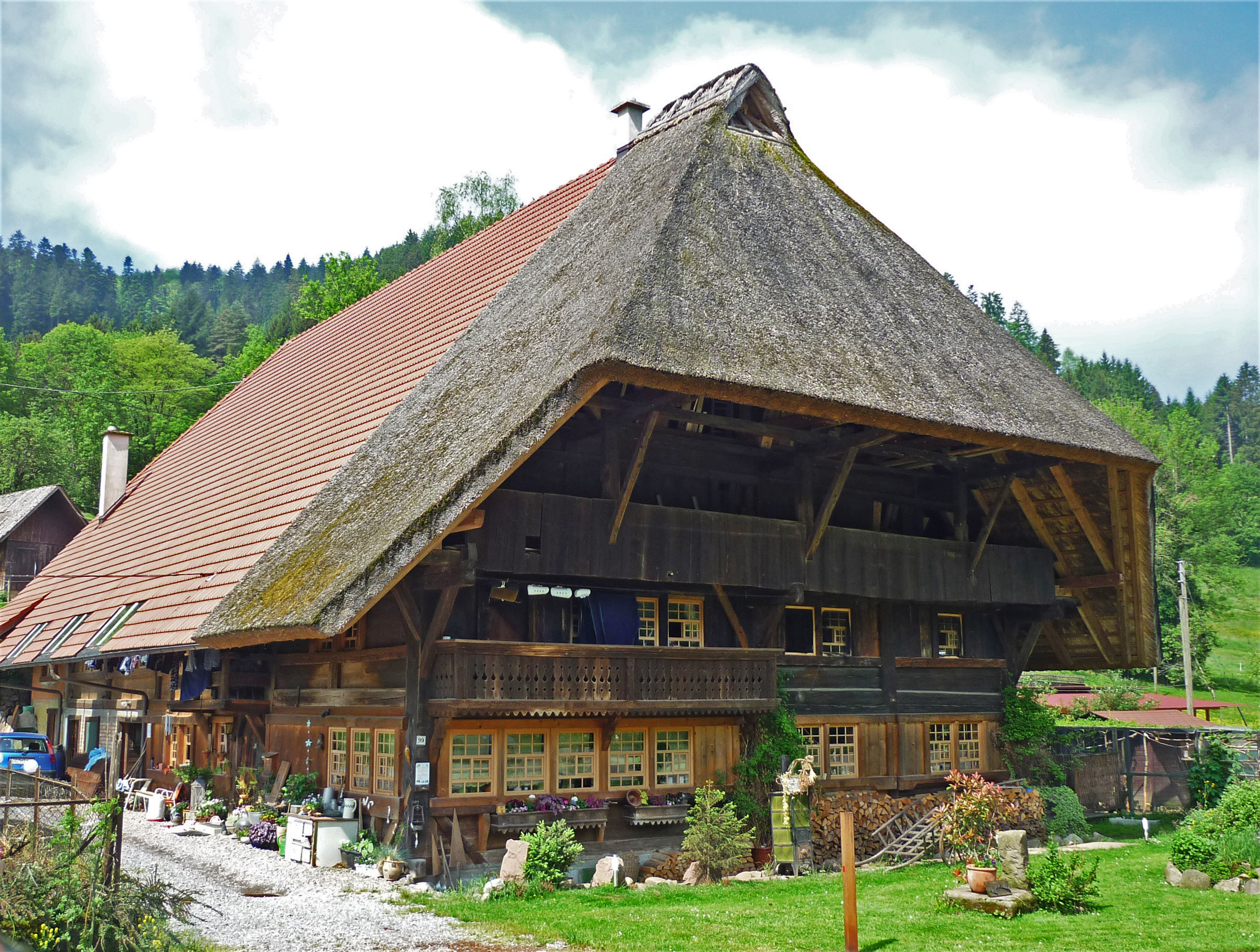
Exemple d'une maison de la Forêt-Noire.
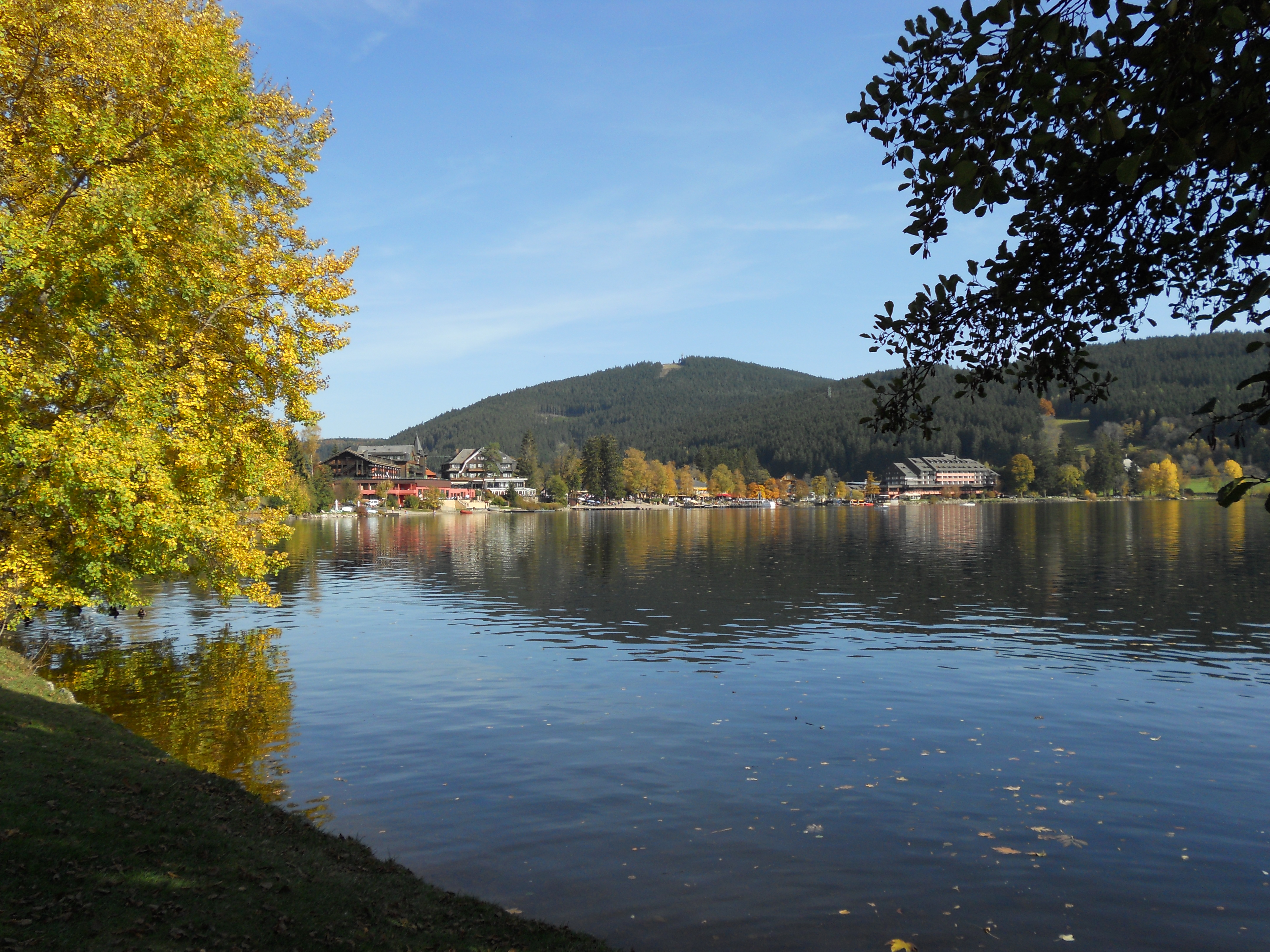
Lac Titisee dans le parc.